# مالا دراگوشا
مالا دراگوشا (به صربی: Mala Draguša) یک منطقهٔ مسکونی در صربستان است که در بلاتسه واقع شده‌است. مالا دراگوشا ۱۵۷ نفر جمعیت دارد.